# Wieniec dożynkowy
Artykuł ten został zgłoszony do umieszczenia na stronie głównej w rubryce „Czy wiesz”.
Pomóż nam go sprawdzić: oceń zgłoszoną nominację.

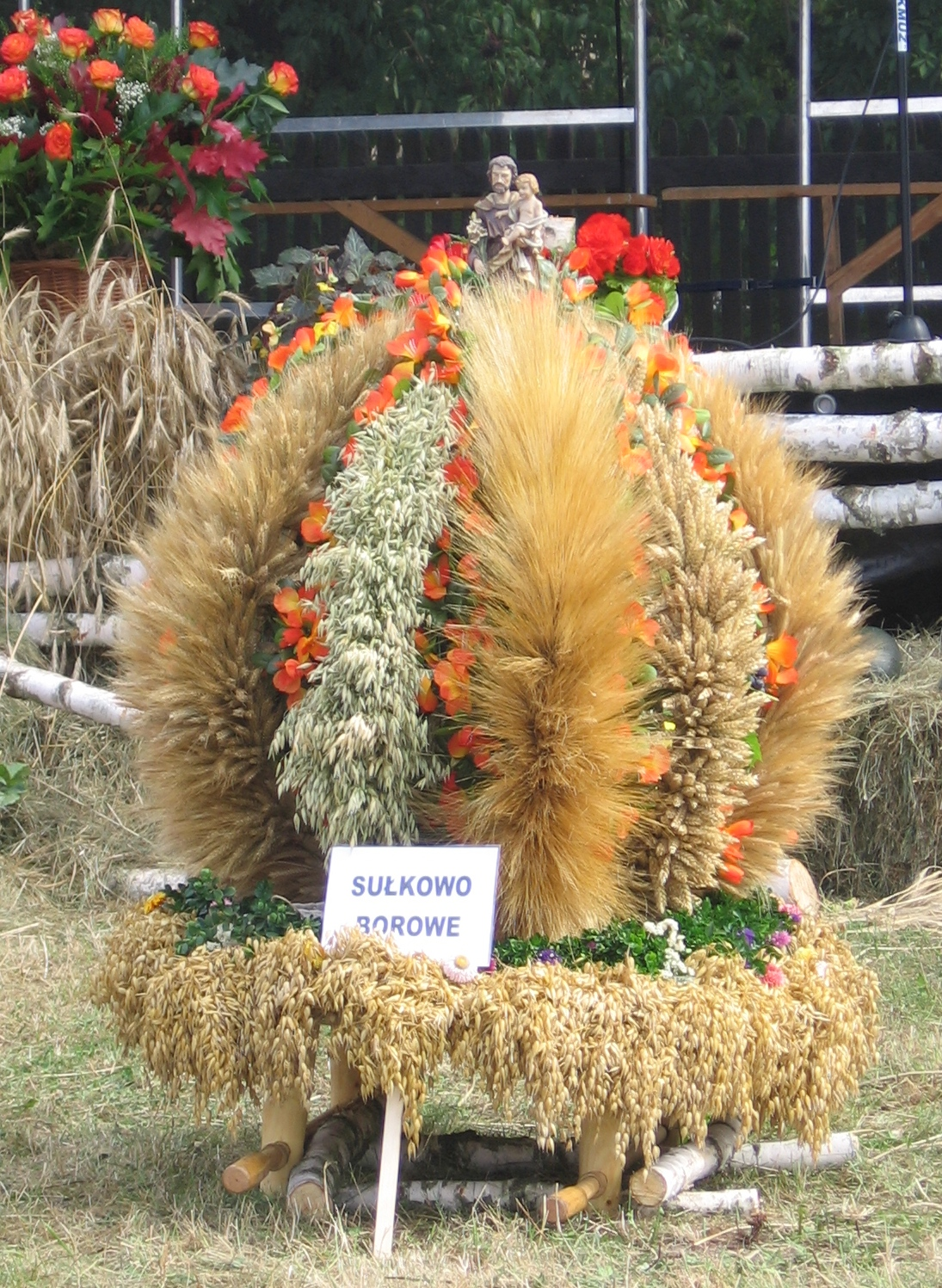
Wieniec dożynkowy z Sułkowa Borowego (2012 r.)

Wieniec dożynkowy – kompozycja kłosów zbóż, kwiatów, ziół i owoców. Był integralną częścią dożynek, symbolizował zakończenie czasu żniw.

## Historia
Geneza wyplatania wieńców dożynkowych, swoimi korzeniami sięga już czasów przedchrześcijańskich, jednak ich obecna forma ukształtowała się w okresie staropolskim, około XVI wieku, kiedy to wieńce miały formę prostych wiązanek zbóż. Bukiet żniwny był tworzony z ostatniej kupki kłosów, często zakładano go na narzędzia żniwiarskie lub zostawiano w polu. Na Pomorzu taką formę nazywano krutką, w innych częściach kraju była pępkiem. Wiązanki przeobraziły się w proste wieńce, te z kolei w miarę upływu czasu, zwłaszcza w XIX wieku, zaczęły przybierać bardziej dekoracyjne kształty. Rozwój form i znaczenia wieńca nastąpił wraz z ewolucją Święta Plonów. Obecnie święto rolników znane jest pod nazwą dożynki, dawniej używano także określenia wyżynki, obrzynki, wieńcowe, wieńce.

## Tradycja

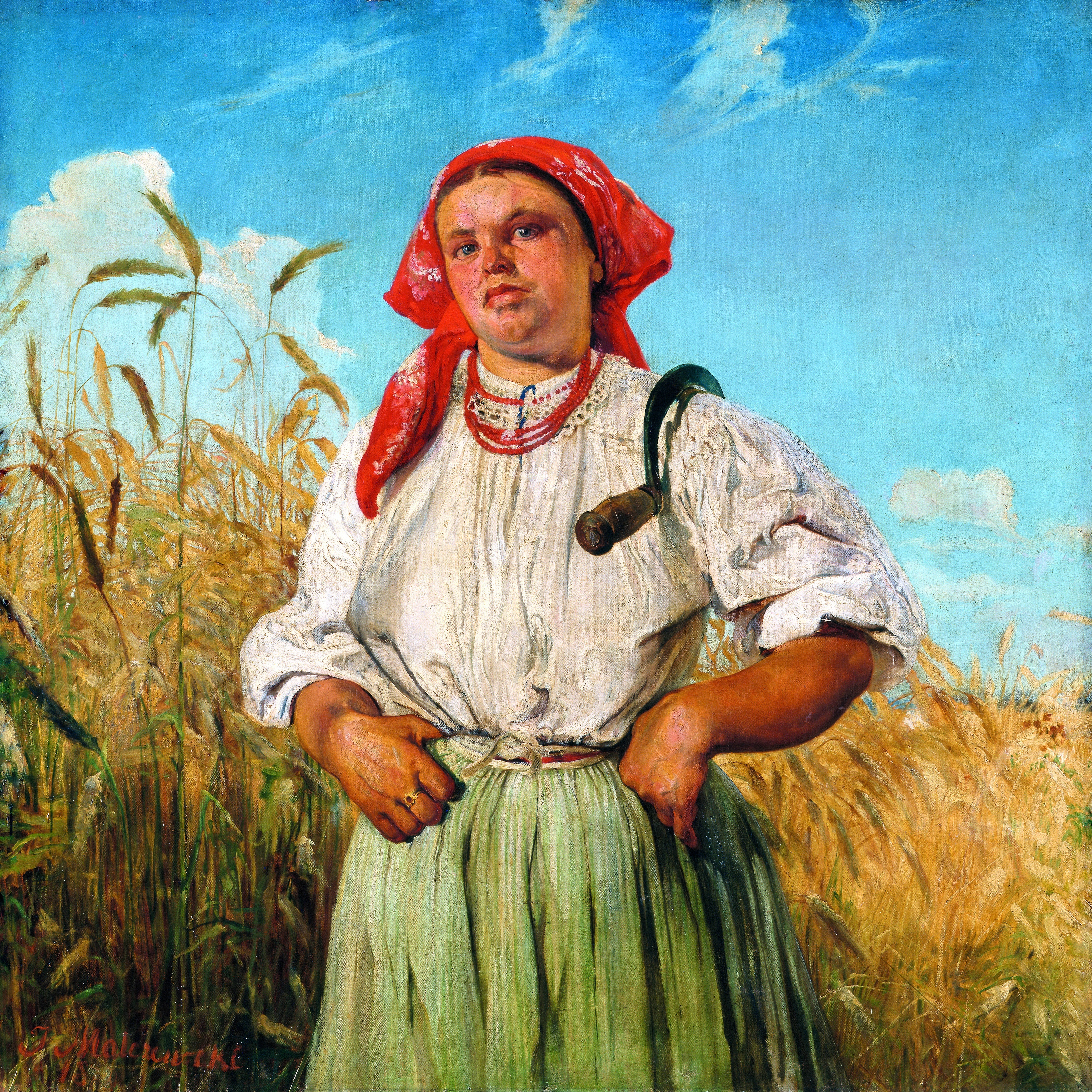
Jacek Malczewski „Żniwiarka” 1879 r.

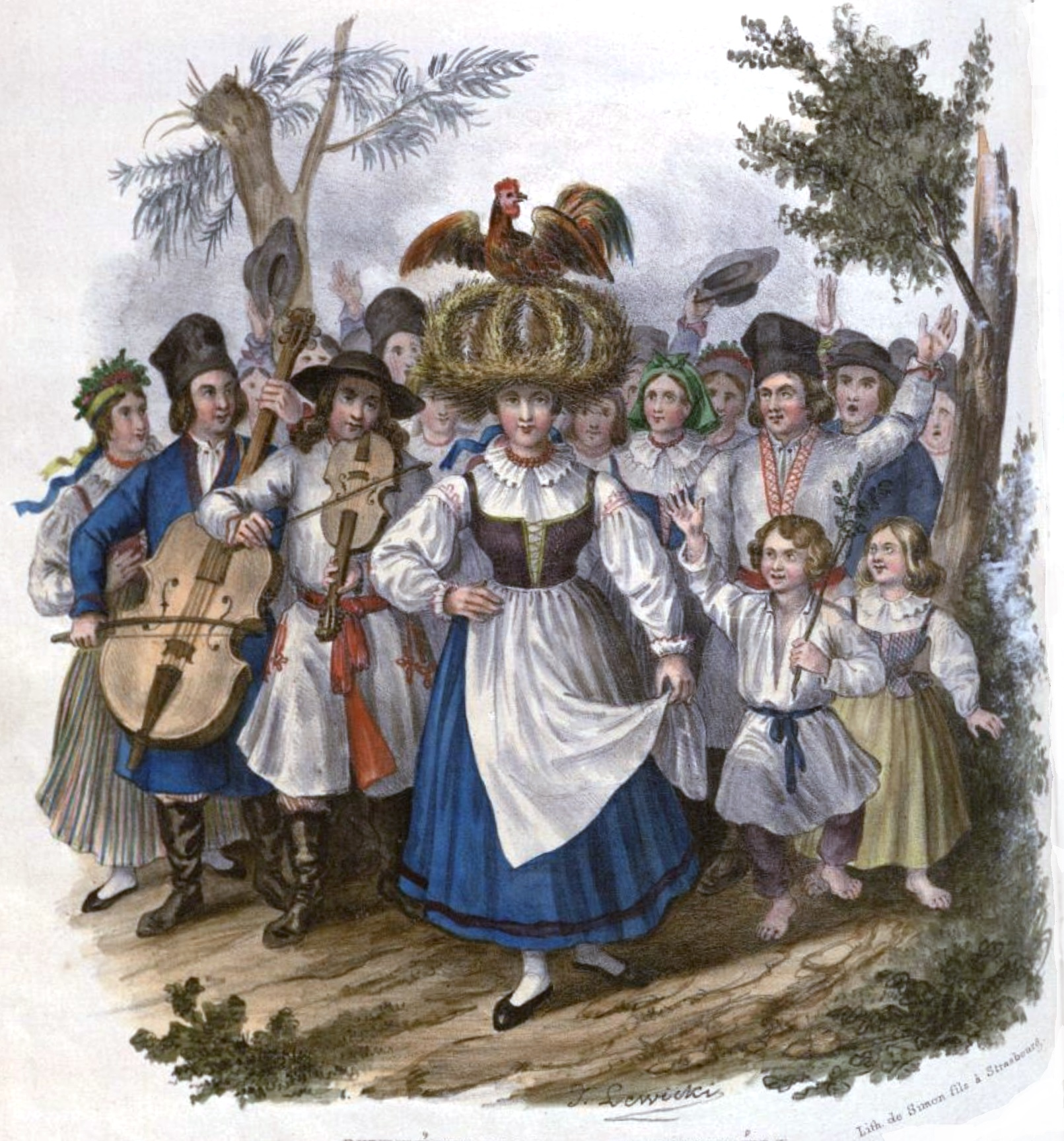
Pochód dożynkowy w Sandomierskim, 1841 r.

Wieniec dożynkowy nazywany był również „plonem”, ponieważ symbolizował on urodzaj i zawierał w sobie obfitość z pól. Początkowo noszony był na rękach bądź na głowie. Była to skromna kompozycja mająca jedynie wymiar symboliczny. Z upływem czasu jego forma zwiększyła się do tej praktykowanej obecnie. Zaszczyt niesienia wieńca przypadał najlepszej żniwiarce – zwanej także „królową żniw” lub „przodownicą żniw”. Była to kobieta, która wykazała się największą pracowitością, szybkością i dokładnością podczas ścinania kłosów zbóż. Żniwiarka kroczyła na przedzie procesji, za nią do kościoła udawali się żniwiarze w odświętnych strojach, którzy w rękach nieśli przyozdobione kwiatami narzędzia swojej pracy – sierpy i kosy. Po poświęceniu wieńca przez kapłana, udawano się do domostwa gospodarza dożynek. Najczęściej był to właściciel dworu bądź pola, na którym pracowała miejscowa ludność. W kulturze ludowej istotny był moment przekazania wieńca. Żniwiarka wręczała wieniec gospodarzowi, po czym ten przyjmował go z szacunkiem i wdzięcznością za wykonane prace przy żniwach. Następnie rozpoczynano świętowanie zakończenia prac przy zbiorze zbóż. Pierwszy taniec podczas zabawy dożynkowej przypadał gospodarzowi dożynek, który prosił najlepszą żniwiarkę. Po czym zasiadano do biesiady, najczęściej odbywającej się na dziedzińcu dworu. Podczas trwania dożynek wieniec znajdował się wewnątrz dworu, gdzie był wnoszony przez Pana. Następnie przenoszony był do stodoły, gdzie nakrywano go płachtą. W taki sposób przechowywano wieniec do przyszłego roku. Ziarna z plecionych kłosów, były wykorzystywane przez gospodarzy podczas tzw. nowego siewu. Wykruszano je, po czym mieszano z ziarnem siewnym. Zwyczaj ten miał charakter symboliczny, gdyż sam wieniec był identyfikowany z dostatkiem plonów, jak i posiadał wymiar wiary, gdyż święcony był w kościele.

## Formy i dekoracje wieńców

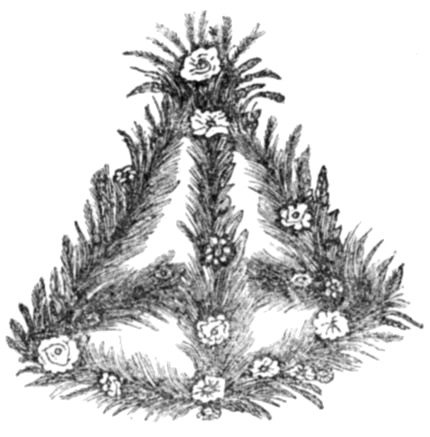
Wieniec dożynkowy, ilustracja z „Encyklopedii staropolskiej” Z. Glogera, 1900 r.

Tworzenie wieńca rozpoczynano jeszcze na polu, przed początkiem żniw. Wtedy ścinano kilka snopów zbóż. Dbano, aby zawierały w sobie tylko dojrzałe kłosy. Następnie przygotowano szkielet, ten wykonywano z młodych gałązek bądź wikliny, które stanowiły idealny materiał do modelowania pożądanych kształtów. Gdy podstawa była gotowa, kobiety rozpoczynały proces oplatania konstrukcji, wykorzystano cztery rodzaje zbóż: pszenicę, jęczmień, żyto i owies. Tradycyjna forma wieńca dożynkowego miała kształt koła, które symbolizowało nieprzerwany cykl życia, odradzanie się natury i ciągłości pracy rolnika. W takiej formie często był wyplatany równomiernie z dojrzałych kłosów. W późniejszych latach, pojawiła się forma bardziej reprezentacyjna, przedstawiająca koronę. Symbolizowała ona dostojeństwo i wdzięczność Bogu za urodzaje. Korona zazwyczaj posiadała formę czteroramienną, wieńczoną krzyżem. Natomiast podstawa wieńca najczęściej wyplatana była z jednego rodzaju zboża.
Kobiety wybierały najpełniejsze kłosy, jedynie te mogły znaleźć się w wieńcu. W wielu rejonach Polski do plecenia wykorzystywano kradzione zboże, gdyż wierzono, że posiada ono większą moc i dzięki temu przyszłoroczne plony będą jeszcze lepsze. Wśród zbóż wystrzegano się chwastów i kąkolu, który w wierzeniach chłopów miały negatywne konotacje. Tradycja wyplatania wieńców opiera się na wykorzystaniu naturalnych składników, dlatego kupki zbóż przymocowywano do szkieletu konstrukcji za pomocą lnianego sznurka bądź dratwy.
Wieniec przyozdabiano polnymi ziołami i kwiatami, wykorzystywano zatrwian, nawłoć, rumianek, macierzankę, krwawnik, wrotycz, chabry czy kocanki (potocznie znane pod nazwą suszki). Do dekoracji używano młodych gałązek drzew owocowych, krzewów, czerwoną jarzębinę (kalina), czarny bez, wykorzystywano także kolorowe wstążki. Wśród dekoracji znajdowały się również owoce: jabłka, gruszki, śliwki czy orzechy. W niektórych regionach wieniec zdobiły również żywe zwierzęta pisklęta, kaczki, gęsi czy koguty. Miało to zapewnić zdrowy przychówek, ptaki symbolizowały życie, zwłaszcza kogut, którego utożsamiano z ofiarą pracy i jasnością (przeciwieństwem ciemności i zła).

## Zjawisko wyplatania wieńców dożynkowych współcześnie
Współcześnie kobiety, głównie zrzeszone w Kołach Gospodyń Wiejskich, wciąż wykonują dożynkowe wieńce. Gotowe wieńce przynoszone są do kościoła, gdzie następuje uroczyste dziękczynienie za zebrane plony. Jednak dzisiejsze wieńce często nie mają już tradycyjnego, okrągłego kształtu, przez co tracą swoje pierwotne symboliczne znaczenie. Ich dawnych kształt, zazwyczaj kolisty (koło lub korona), symbolizował cykliczność natury. Często w dzisiejszych czasach przybierają fantazyjne formy, przedstawiające kielichy, serca, figury religijne (Matkę Bożą, Jezusa Chrystusa, postacie świętych), zwierzęta, czy nawet budowle (kapliczki, kościoły), co zaciera ich pierwotne znaczenie. W przeszłości wieńce były wykonywane ręcznie, z naturalnych materiałów, z dużym naciskiem na zgodność z obrzędem. Obecnie często stosuje się nowoczesne techniki, ozdoby i sztuczne elementy, co zmienia ich charakter. Tradycyjny wieniec był formą prezentacji urodzaju i dziękczynienia za plony. Obecnie uwaga skierowana jest ku formie dekoracyjnej, estetycznej i widowiskowej. Do zatarcia symbolicznej formy wieńca miał wpływ organizowania konkursu na najpiękniejszy wieniec dożynkowy. Odbywa się on corocznie podczas dożynek parafialnych, dekanalnych, diecezjalnych, bądź tych organizowanych według szczebli struktury podziały terytorialnego i administracyjnego, dożynek gminnych, powiatowych czy wojewódzkich. Najważniejsze jednak są Dożynki Prezydenckie organizowane w Spale. Dzień przed rozpoczęciem uroczystości odbywa się „Konkurs na najładniejszy wieniec dożynkowy o nagrodę Prezydenta Rzeczypospolitej Polskiej”.

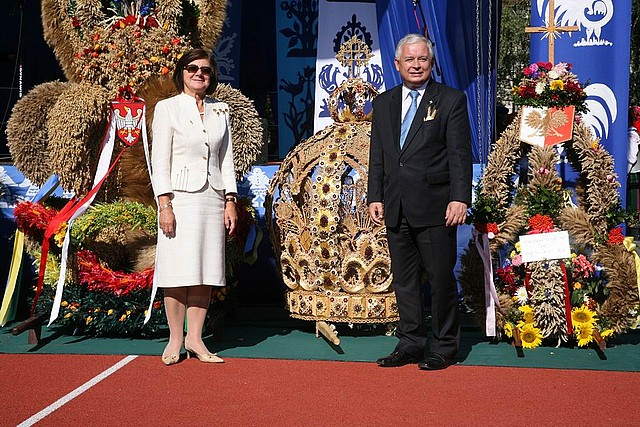
Lech i Maria Kaczyńscy na dożynkach prezydenckich w Spale w 2009.

## Muzeum Wieńców Dożynkowych w Krasnobrodzie

Proces wyplatania wieńca dożynkowego, Kobiór 2024 r.

W parafii Nawiedzenia Najświętsze Maryi Panny w Krasnobrodzie, przy Sanktuarium Maryjnym funkcjonuje Muzeum Wieńców Dożynkowych. Zbiory znajdują się w budynku dawnego spichlerza z 1795 roku. Zabytkowa budowla, została wykonana z drzewa modrzewiowego i usytuowana jest na placu klasztornym, pomiędzy Muzeum Parafialnym a kościołem. Ekspozycja prezentuje wieńce z corocznie odbywających się dożynek diecezjalnych. W zbiorach muzeum liczba eksponatów stale wzrasta, obecnie znajduje się tam kilkadziesiąt regionalnych wieńców.

## Galeria

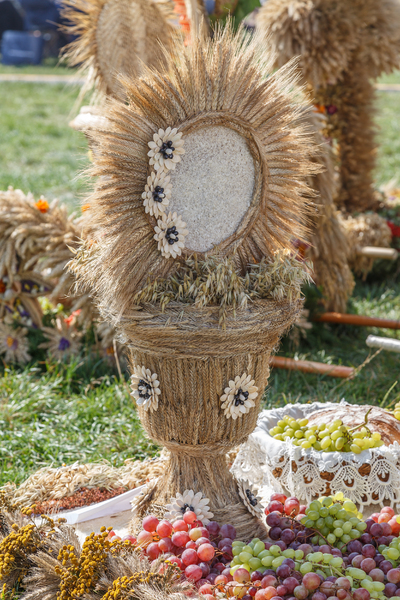
Wieniec w kształcie kielicha, Dożynki Województwa Kujawsko-Pomorskiego i Diecezji Włocławskiej, 2022 r.
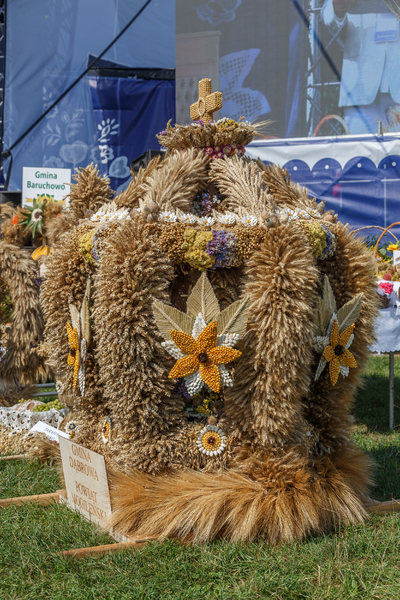
Wieniec w kształcie korony z gwiazdą z nasion wykonany w Gminie Dąbrowa, Dożynki Województwa Kujawsko-Pomorskiego i Diecezji Włocławskiej, 2022 r.
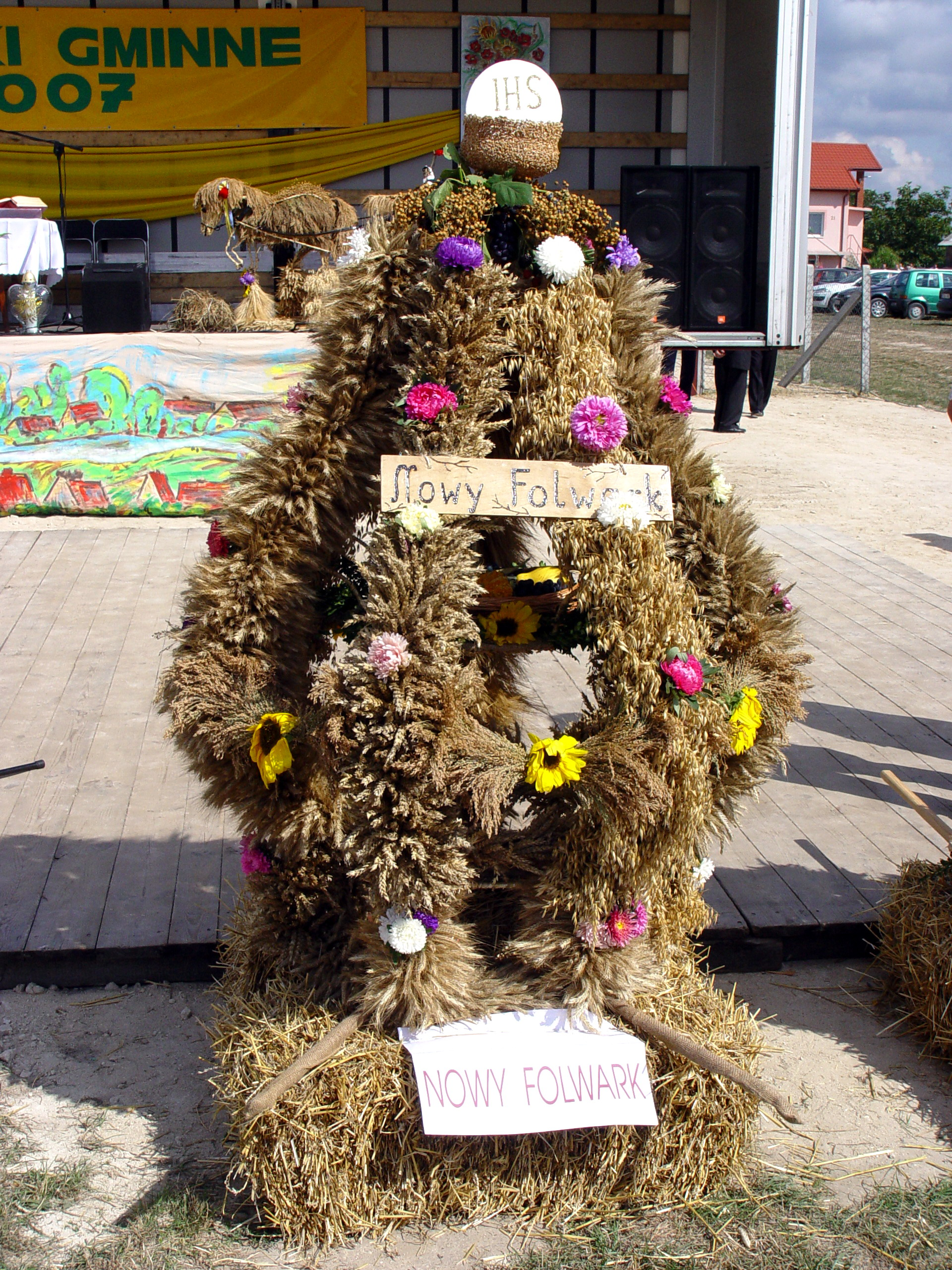
Wieniec dożynkowy wsi Nowy Folwark, 2007 r.
Przygotowanie korony dożynkowej w Kobiórze, województwo śląskie, 2024 r.
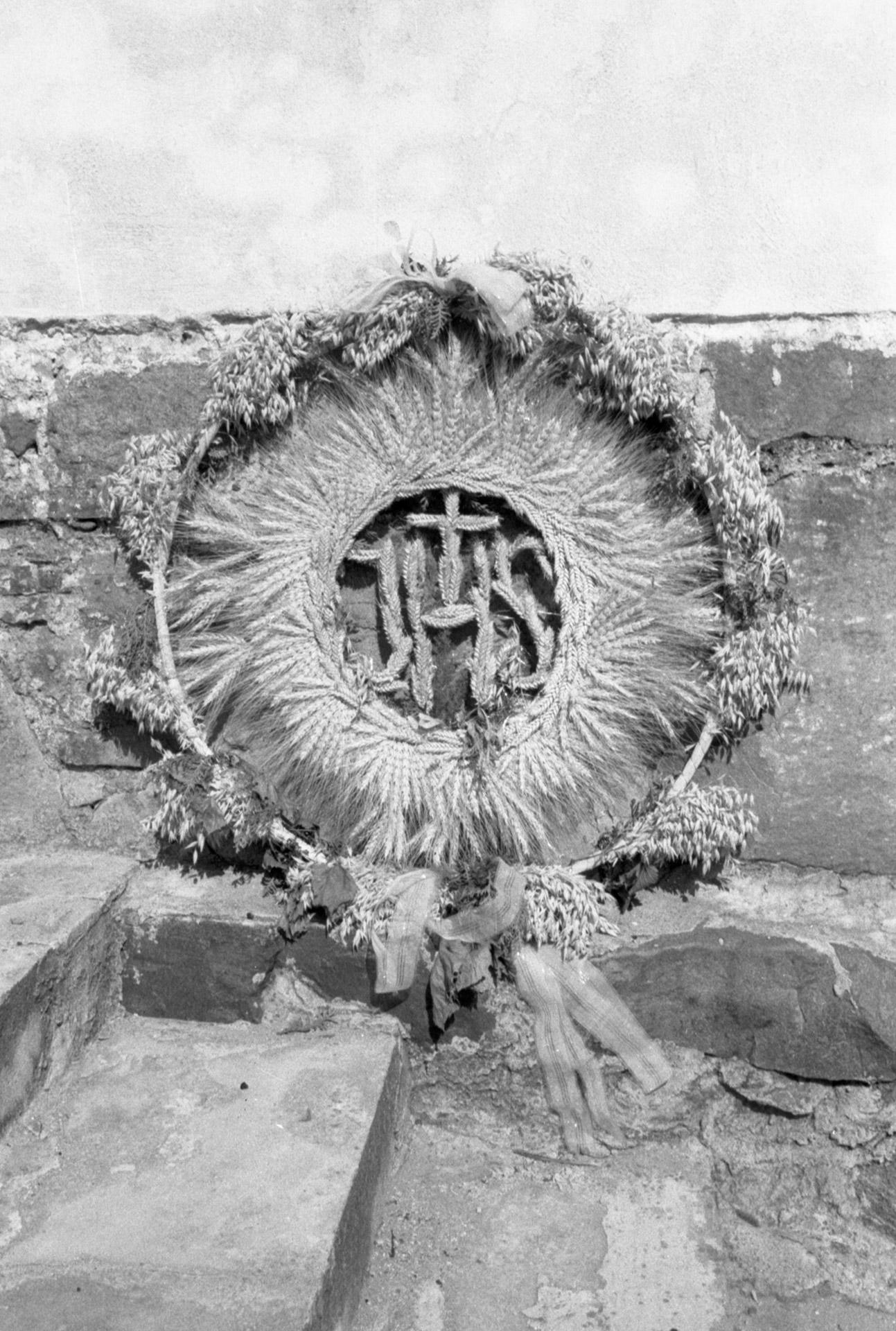
Wieniec dożynkowy w kształcie okręgu, Bieniszew, gm. Kazimierz Biskupi, pow. Konin, woj. Poznań, 1964 r.
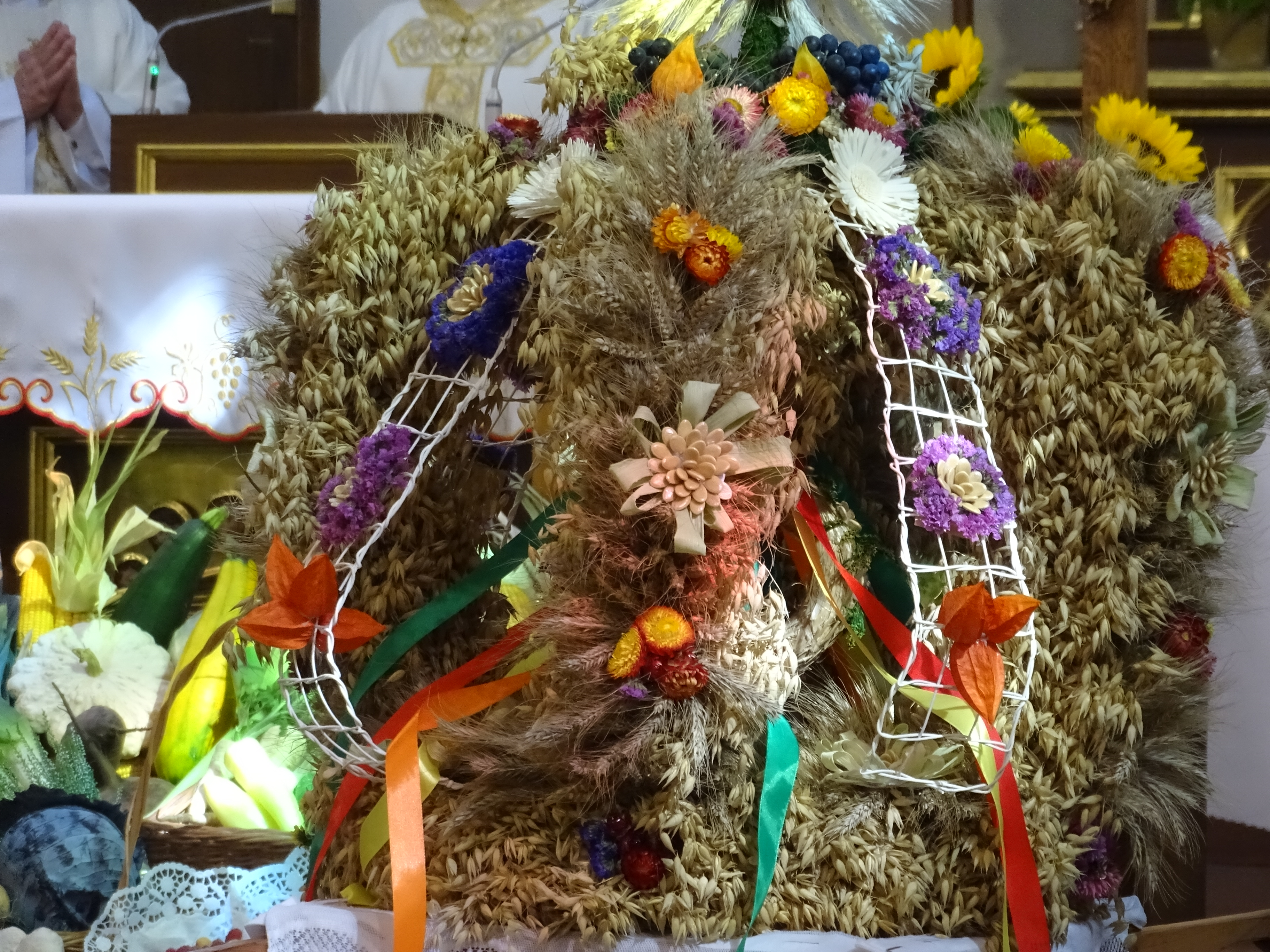
Wieniec dożynkowy, Kobiór, województwo śląskie, 2023 r.
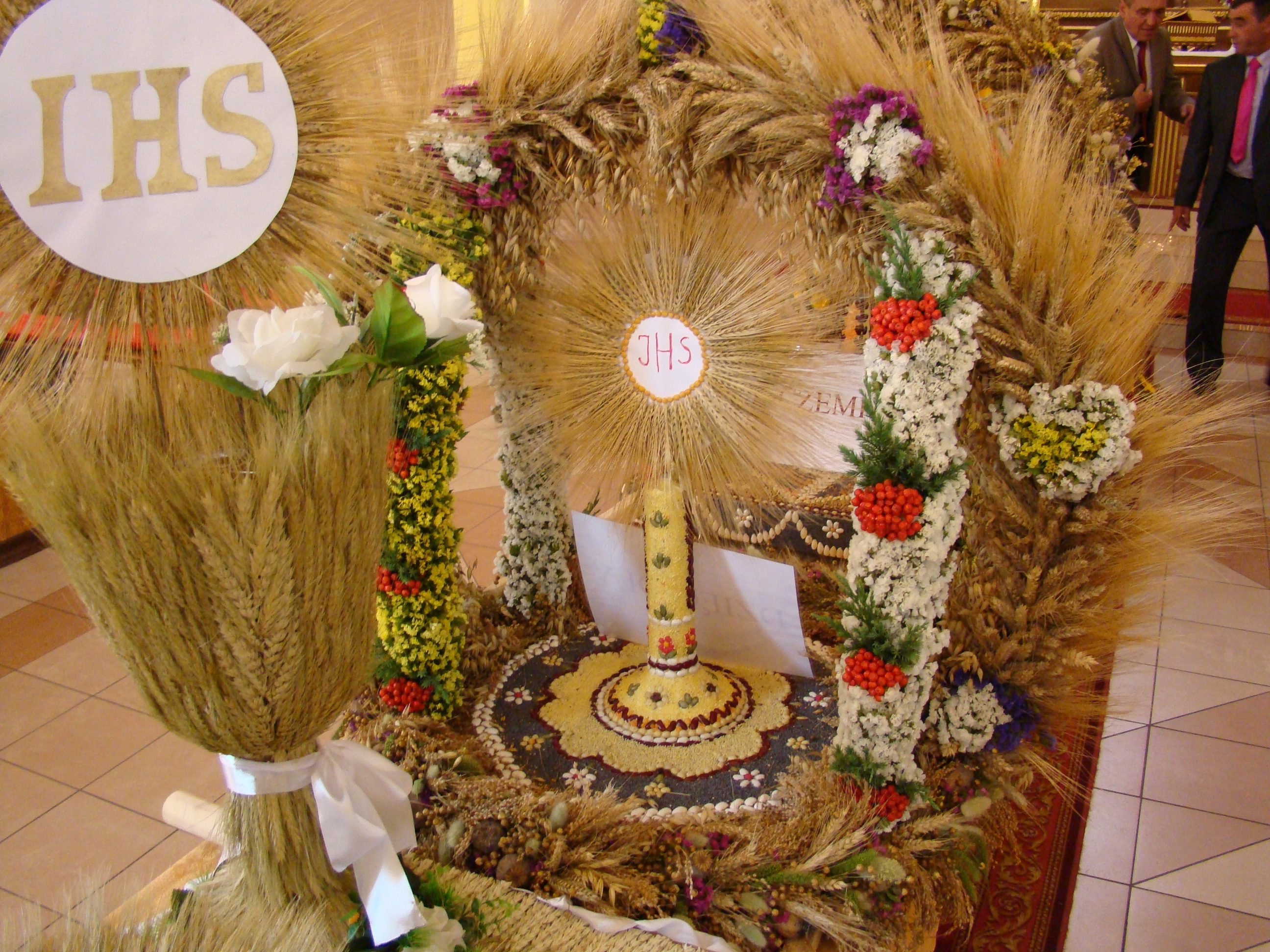
Wieniec z hostią, Brzeziny, 2011r.
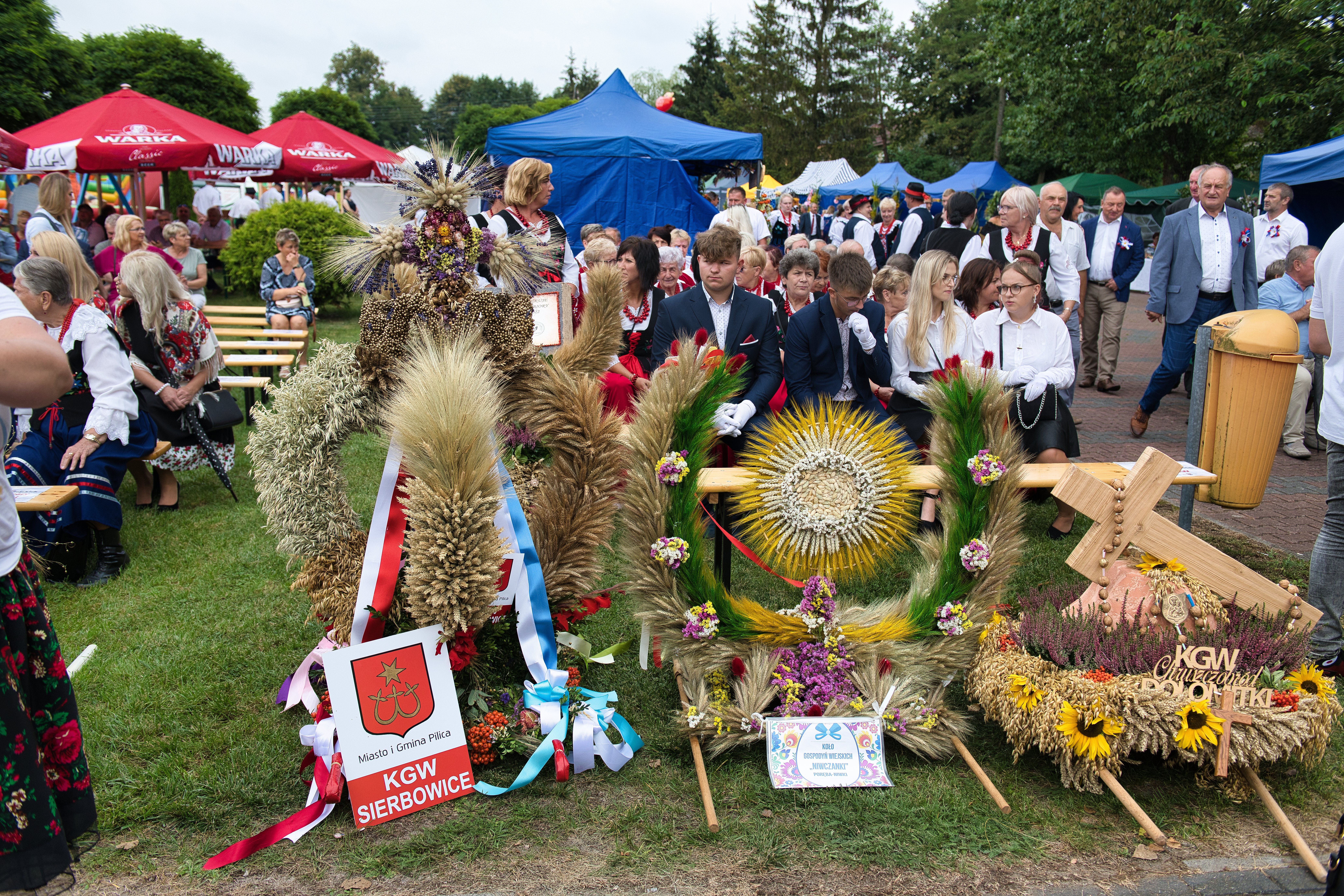
Wieńce prezentowane na dożynkach w Kroczycach, 2022 r.
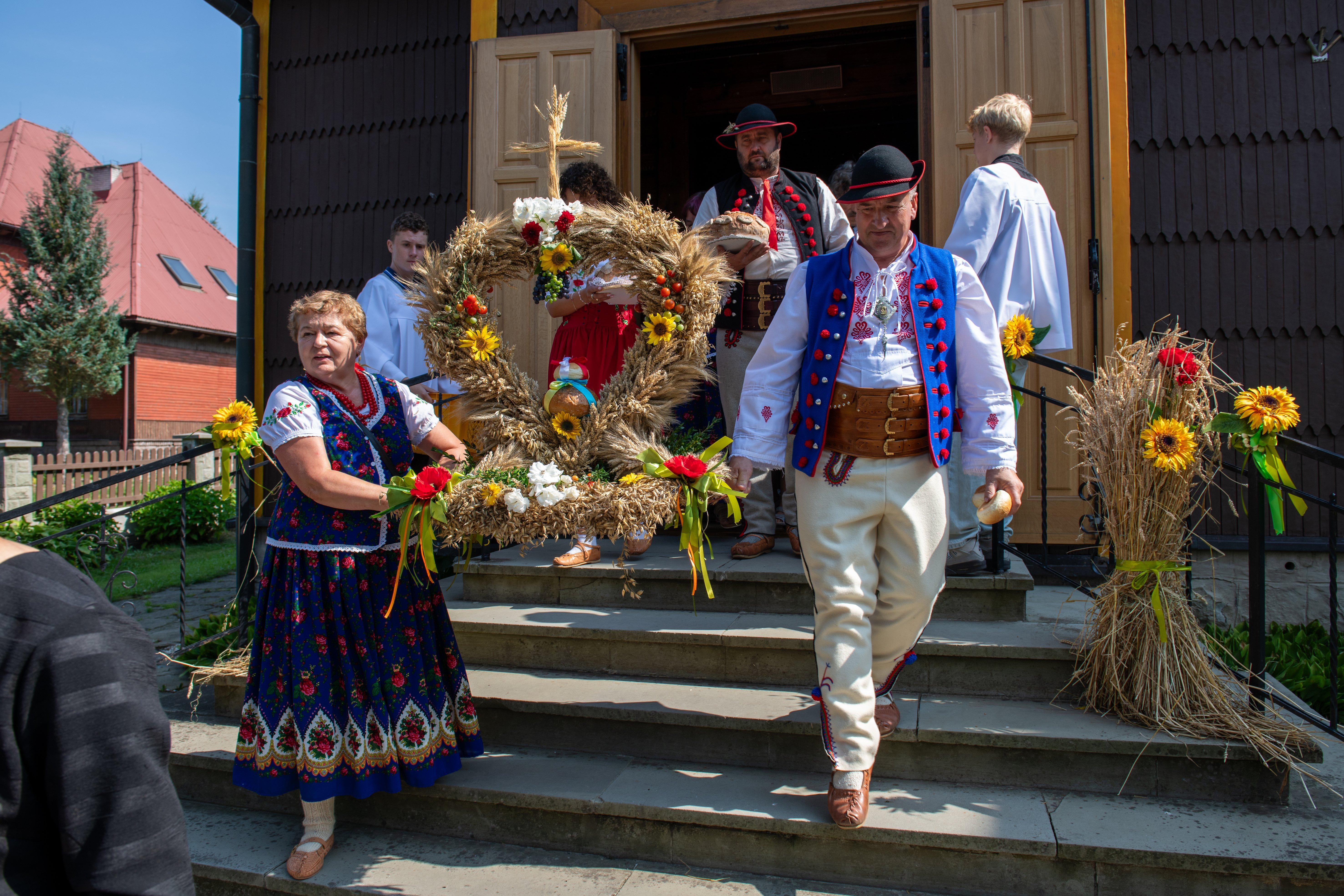
Wieniec w kształcie serca, dożynki w Soblówce, 2024 r.
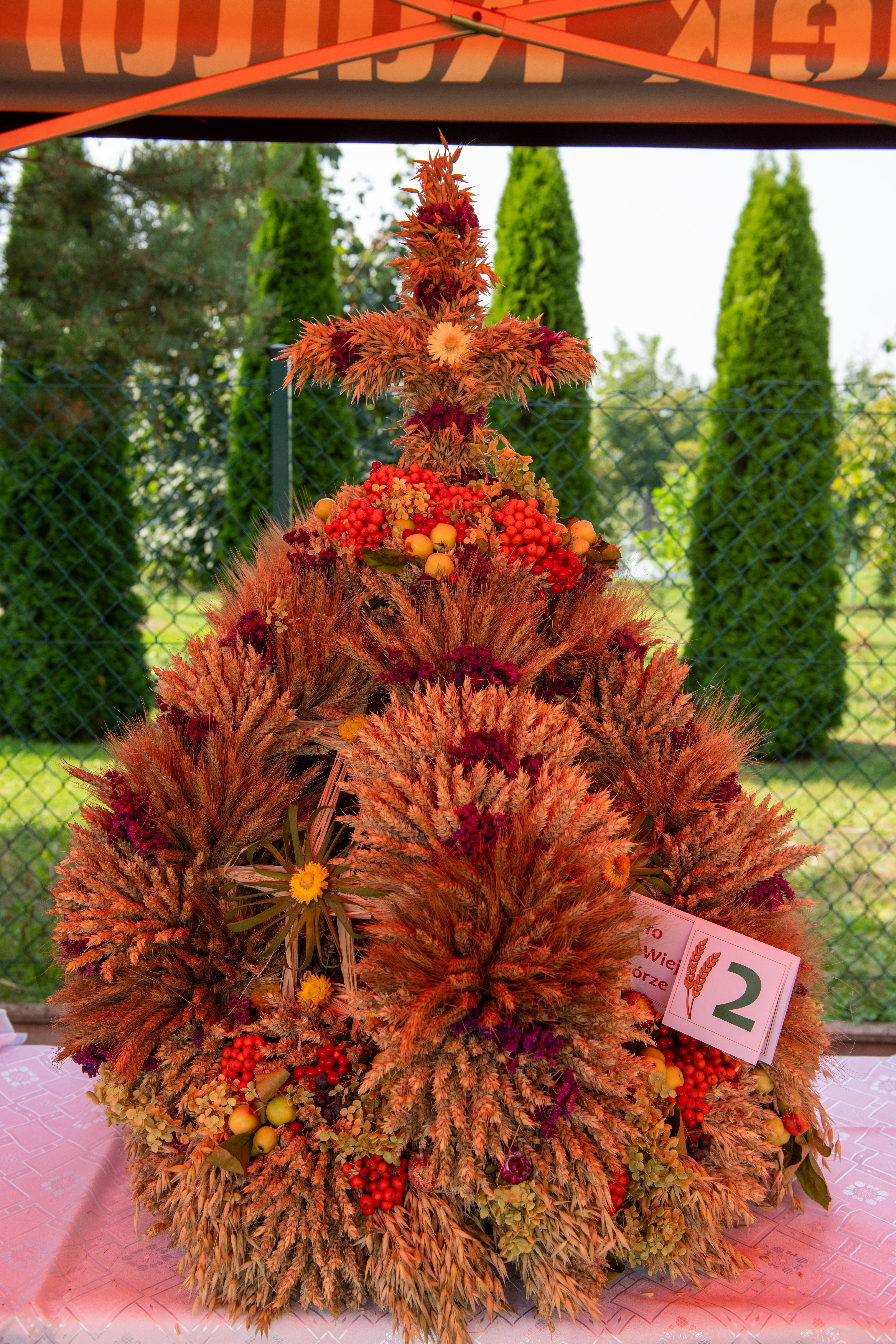
Wieniec w kształcie korony zwieńczony krzyżem, dożynki we wsi Frydek, województwo śląskie, 2024 r.